# Tobong állomás
Tobong (Dobong) állomás föld feletti metróállomás a szöuli metró 1-es vonalán. Egyúttal a hagyományos Kjongvon (Gyeongwon) vasútvonal állomása is.

## Viszonylatok
| 1-es vonal                                      | 1-es vonal                   | 1-es vonal                                                         |
| ----------------------------------------------- | ---------------------------- | ------------------------------------------------------------------ |
| Tobongszan (Dobongsan) Szojoszan (Soyosan) felé | Kjongvon (Gyeongwon) szakasz | Panghak (Banghak) Incshon (Incheon) vagy Sincshang (Sinchang) felé |
| Korail                                          |                              |                                                                    |
| Panghak (Banghak) Jongszan (Yongsan) felé       | Kjongvon (Gyeongwon) vonal   | Tobongszan (Dobongsan) Pengmagodzsi (Baengmagoji) felé             |